# Aksubàievo
Aksubàievo - Аксубаево (rus) és un possiólok de la República del Tatarstan, a Rússia a 150 km al sud-est de Kazan. El 2021 tenia 9.242 habitants.